# 中國城客運路線
中國城客運路線，泛指自1998年起，出現於美國東岸華人社區的私人運輸公司，類似於美國西岸由華裔美國人經營的客運服務。相較於其他的公共汽車路線，這類客運公司一般採用載客量50至60人之大型巴士，且經常在車上放映電影。在美國境內的業者受到同業聯盟及當地法律限制。

## 歷史
第一家提供此類服務的客運公司為1997年起開始在紐約市及波士頓之間經營路線的風華捷運公司 。此類公司的客運服務當初是針對往來兩市中國城間的華裔餐廳員工。現在有些公車路線亦為往來位於康乃狄克州賭場間的華裔及越南裔遊客提供服務。